# サン・ペッレグリーノ・テルメ
サン・ペッレグリーノ・テルメ（伊: San Pellegrino Terme  ( 音声ファイル)）は、イタリア共和国ロンバルディア州ベルガモ県にある、人口約4,800人の基礎自治体（コムーネ）。
ブレンボ川上流に位置し、温泉地として著名である。炭酸を含んだミネラルウォーター「サンペレグリノ」の産地として国際的に知られる。

## 名称
日本語文献では「サン・ペレグリーノ・テルメ」とも転記される。

## 地理

### 位置・広がり
ベルガモ県北部、ヴァル・ブレンバーナのコムーネ。県都ベルガモから北へ16km、州都ミラノから北東へ56kmの距離にある。

#### 隣接コムーネ
隣接するコムーネは以下の通り。
- アルグア
- ブラッカ
- ドッセーナ
- サン・ジョヴァンニ・ビアンコ
- セリーナ
- ヴァル・ブレンビッラ
- ゾーニョ

### 地理
- 河川：ブレンボ川

### 地震分類
イタリアの地震リスク階級 (it) では、3 に分類される
。

## 歴史
サン・ペッレグリーノ・テルメはまた温泉地としても有名である。サン・ペレグリーノ・テルメの温泉は16世紀に発見され、1900年初頭から温泉施設や滞在施設が建設され発達してきた。

## 行政

### 山岳部共同体
広域行政組織である山岳部共同体「ヴァッレ・ブレンバーナ山岳部共同体」  (it:Comunità montana della Valle Brembana)  （事務所所在地：ピアッツァ・ブレンバーナ）を構成するコムーネである。

### 分離集落
サン・ペッレグリーノ・テルメには、以下の分離集落（フラツィオーネ）がある。
- Alino, Antea, Frasnadello, Frasnito, Salvarizza, Santa Croce, Spettino, Sussia, Vetta

## 姉妹都市
- en:Burgdorf
- ラリーノ (カンポバッソ県)
- fr:La Salle les Alpes

## 出身著名人
- イヴァン・ゴッティ（自転車ロードレース選手）